# Wässriggezonter Fransen-Milchling
Der Wässriggezonte Milchling oder Gezonte Fransen-Milchling (Lactarius aquizonatus) ist eine Pilzart aus der Familie der Täublingsverwandten (Russulaceae). Es ist ein mittelgroßer bis großer Milchling mit einer weißen, sich schnell schwefelgelb verfärbenden Milch und einem weißlichen Hut, der am Rand wasserfleckig gezont ist und dessen Hutsaum klebrig zottige Haare trägt. Der in Mitteleuropa seltene Milchling wächst auf trockenen bis nassen Böden bei Birken, Kiefern und Fichten. Die Fruchtkörper erscheinen von Juli bis September.

## Merkmale

### Makroskopische Merkmale
Der ziemlich große Hut ist 6–18 cm, mitunter sogar über 20 cm breit und anfangs genabelt, dann leicht niedergedrückt und später trichterförmig vertieft. Die Vertiefung in der Mitte geht oft in die Stielhöhlung über. Der feste und fleischige Hut ist jung eher regelmäßig geformt und später wellig-verbogen. Der Rand ist anfangs stark eingerollt, dann eingebogen bis nahezu gerade. Er ist mit klebrig anliegenden oder abstehenden, verkleisterten und bis zu 4–5 mm langen Haaren besetzt, die oft büschelig miteinander verklebt sind. Im Alter verkahlt der Hut allmählich. Bereits bei jungen Fruchtkörpern ist die für die Art so typische "wässrige" Zonierung festzustellen, die sich bei reifen Fruchtkörpern fast über die gesamte, äußere Hälfte des Hutes erstreckt. Die Zonierung sieht so aus, als seien mit Wasser, schmale, konzentrische Bänder aufgemalt. Nur die Hutscheibe bleibt ungezont. Beim Darüberstreichen ist die Zonierung als eine Art Rinne fühlbar. Die Huthaut ist von einer sehr dicken, kaum klebrigen „Schleimschicht“ überzogen, die wie eine unregelmäßige, nicht glatte Gelatineschicht wirkt, die außer der zentralen Scheibe den gesamten Hut bedeckt. Die Hutfarbe ist weißlich, in der Mitte weißlich-gelb und nur zum Rand hin etwas dunkler gezont. Manchmal ist der Hut aber auch ockergelb gefleckt, besonders in der Mitte.
Die weichen, meist dicht stehenden Lamellen laufen anfangs leicht am Stiel herab. Sie sind 4–6 mm hoch, gerade, an den Enden verschmälert und mit gerundeten Zwischenlamellen untermischt. Manchmal sind die Lamellen in Stielnähe leicht gegabelt. Sie sind anfangs blass cremefarben, dann creme-rosa bis creme-braun und haben einen lachsfarbenen Reflex. In der Jugend sind sie blasser, im Alter dunkler und schließlich ockerrötlich bis ockergelb-fleckig, an Verletzungen werden sie auch ockerbräunlich. Das Sporenpulver ist blass cremefarben.
Der stämmige 3–5,5 (8) cm lange und 2–4,5 (5) cm breite Stiel wirkt im Verhältnis zum Hutdurchmesser kurz. Er ist weißlich bis cremefarben oder ockergelb gefärbt oder fast gleichfarbig zum Hut. An der Spitze sieht man oft einen deutlich abgesetzten Kragen, der wie die Lamellen gefärbt ist. Der Stiel ist fest, sehr bald hohl und mehr oder weniger zylindrisch. Zur Basis hin ist er oft verschmälert. Die Oberfläche ist glatt, uneben oder rau. An der Stielbasis hat er mehr oder weniger unregelmäßige, honigfarbene bis gelbbraune Flecken oder Gruben.
Das meist ziemlich feste, weiß oder weißliche Fleisch ist im Hut dick. Im Anschnitt färbt es sich in der Stielrinde und unterhalb der Huthaut zitronengelb. Es schmeckt leicht scharf bis scharf und riecht schwach sauer bis fruchtig herb. Die weiße, ziemlich spärlich fließende Milch färbt sich beim Kontakt mit der Luft schnell schwefelgelb. Sie schmeckt nach einer Weile bitter und scharf.

### Mikroskopische Merkmale
Die ellipsoiden bis länglichen Sporen sind durchschnittlich 6,9–7,6 µm lang und 4,8–5,2 µm breit. Der Q-Wert (Quotient aus Sporenlänge und -breite) ist 1,3–1,6. Das Sporenornament wird 0,5–0,7 µm hoch und besteht aus Graten und Warzen, die zu einem fast vollständigen Netz verbunden sind. Isoliert stehende Warzen können zerstreut bis zahlreich sein, der Hilarfleck ist inamyloid.
Die zylindrischen bis leicht keuligen, 4-sporigen Basidien sind 35–45 µm lang und 7–10 µm breit. Die spindel- bis lanzettförmigen 40–75 (90) µm langen und 7–9 µm breiten Pleuromakrozystidien sind zerstreut bis selten und überragen die umgebenden Basidien um 0–50 µm. Die Lamellenschneide ist steril und mit meist keuligen, mitunter unregelmäßig zylindrischen und häufig septierten Parazystiden besetzt, die 12–45 µm lang und 5–7 µm breit sind.
Die Huthaut (Pileipellis) ist eine 150–200 µm dicke Ixocutis aus sehr dicht miteinander verwobenen, 3–6 µm breiten Hyphen.

## Artabgrenzung
Schon im Feld lässt sich der Wässriggezonte Fransen-Milchling leicht von den anderen blasshütigen Vertretern der Scrobiculatus-Gruppe, durch den wässrig gezonten Hut und die ziemlich langen, klebrigen Haare am Hutrand unterscheiden. Der Wimpern-Milchling (L. resimus) hat nur einen flaumigen Hutrand und beim Fransen-Milchling (L. citriolens) sind die Haare am Rand trocken. Durch seine schmalen Sporen unterscheidet er sich zudem von allen anderen Vertretern der Scrobiculatus-Gruppe.

## Ökologie und Verbreitung

Verbreitung des Fransen-Milchling in Europa. Grün eingefärbt sind Länder, in denen der Milchling nachgewiesen wurde, weiß sind Länder, in denen er bisher nicht nachgewiesen wurde. Grau dargestellt sind Länder ohne Quellen oder Länder außerhalb Europas.

Der Wässriggezonte Fransen-Milchling kommt auf trockenen, feuchten oder nassen, kalkreichen Böden im Laub- und Nadelwald vor. Sein häufigster Mykorrhizapartner ist die Birke, aber auch Kiefern, Weiden und Pappeln können als Wirt dienen. Die Fruchtkörper erscheinen von August bis Oktober.
Der Milchling ist in Fennoskandinavien und Estland relativ häufig, im übrigen Europa dagegen selten. In Großbritannien scheint der Milchling zu fehlen, nur aus England gibt es einen unsicheren Nachweis. Die Sippe steht aber taxonomisch zwischen dieser Art und L. resimus.
In Deutschland, Österreich und der Schweiz ist die Art sehr selten.

## Systematik
Der Wässriggezonte Fransen-Milchling (L. aquizonatus) wurde erst 1984 durch Ilkka Kytövuori beschrieben. Der Holotypus der Art wurde 1981 bei Puolanka (Finnland) in einem Nadelwald (Fichten, Kiefern, Wacholder) über Schiefer-Gestein gesammelt. M. Basso stellt den Milchling in die Untersektion Scrobiculati, die unterhalb der Sektion Piperites steht. Die Vertreter der Untersektion haben einen mehr oder weniger schmierigen Hut, dessen Hutrand mehr oder weniger behaart ist. Die scharfe und anfangs weiße Milch verfärbt sich nach einer Weile gelb.

## Bedeutung
Der Milchling wird zumindest in Mitteleuropa als ungenießbar angesehen.